# Rosario Sbano
Rosario Sbano (Reggio Calabria, 28 luglio 1942) è un allenatore di calcio ed ex calciatore italiano, di ruolo ala.

## Carriera

### Giocatore
Cresciuto nelle giovanili della Reggina, ha esordito in maglia amaranto nel corso della stagione 1962-1963. Ha disputato la Serie B per cinque stagioni, scendendo in campo 84 volte in serie cadetta.
Vanta complessivamente 93 presenze con la Reggina.

### Allenatore
Nel corso degli anni Sbano è stato più volte allenatore in seconda della Reggina. Ha comunque allenato la Reggina in due occasioni: nel 1977-1978 (in Serie C) subentrando ad Antonio Angelillo, e nel corso della stagione 1982-1983, subentrando a Franco Scoglio nel febbraio 1983. Nel 1983-1984 allena U19 della Triestina e dal 1986 al 1988 è vice allenatore al Padova

## Palmarès

### Club

#### Competizioni nazionali
- Serie C: 1

Reggina: 1964-1965